# Valamir
Valamir (m. 465, 468/469 o 471) va ser, segons la Gètica de Jordanes, un rei ostrogot de la dinastia dels Amals, que va regnar entre 447 i el 465 (o 468/469 o 471) al costat dels seus germans menors Teodomir i Videmir. Era fill de Vandalari. Apareix per primer cop el 447, quan va ajudar a Àtila (r. 434-453) a envair les províncies danubianes dels Imperis Romans d'Orient i d'Occident i el 451, quan va participar amb els seus parents al costat dels huns a la decisiva batalla dels Campos Catalàunics.
El 454, va derrotar els successors d'Àtila a la batalla de Nedao i va rebre el vistiplau de l'emperador romà d'Orient Marcià (r. 450-457) per assentar-se a la Pannònia amb la seva família. El 456/457, va ser atacat per Dengizich (r. 458-469), un dels fills d'Àtila, a qui va derrotar. Els anys següents va entrar en conflicte amb l'Imperi a causa de la fi subsidis que rebien i el 465 va enfrontar una invasió estira amb els seus germans, conflicte on va morir al caure del seu cavall.
Considerant qüestions lingüístiques i inconsistències cronològiques existents a la Gética, diversos historiadors especulen que Valamir pot ser associat al rei hun del segle iv Balamber que hauria derrotat els greutungs del rei Hermeneric, matat el seu successor Vinitàri en combat i casant-se amb la seva filla Vadamerca. A més d'això, és qüestionada la seva ètnia ostrogoda, sent probable que fos un aristòcrata hun.

## Biografia

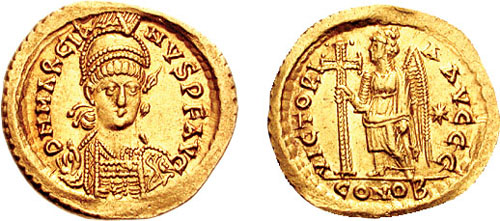
Sòlid de Marcià (r. 450-457)

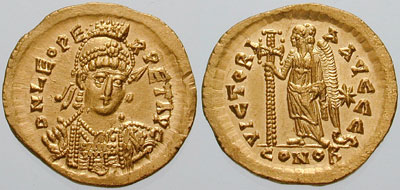
Sòlid de Lleó I, el Traci (r. 457-474)

Valamir es va convertir en rei dels ostrogots en algun moment durant el període en què aquest poble era vassall dels huns. Com relata Jordanes, hauria ascendit al tron després d'un interregne de 40 anys provocat per la mort en combat del rei Torismund, el fill d'Hunimund, net d'Hermenric. És citat per primer cop l'any 447, quan va comandar els contingents ostrogots de l'exèrcit d'Àtila, durant la seva invasió a les províncies danubianes dels imperis romans d'Orient i Occident. Segons Jordanes, Àtila el tenia en alta estima.
El 451, va liderar al costat dels seus germans els contingents gots de l'exèrcit hun durant la batalla dels Campos Catalàunics i, el 454, amb la mort d'Àtila, es va revoltar contra els seus senyors huns i a la batalla de Nedao els va derrotar i assolir la independència. El mateix any es va assentar amb els seus parents a la Pannònia amb el vistiplau de l'emperador Marcià (r. 450–457), on van organitzar el Regne Ostrogot de la Pannònia en tres districtes, cada un controlat per un dels germans, no obstant això solament Valamir ostentava el títol de rei.[6] Controlava els gots establerts entre els rius Escarniunga i Aigua Negra, el que per a l'historiador austríac Herwig Wolfram quadra amb la Eslavònia Inferior. El 456/457, Dengizich (r. 458-469), un dels fills d'Àtila, va atacar els dominis ostrogots sent derrotat per Valamir.
El 457, el nou emperador, Lleó I, el Traci, (r. 457-474) va cancel·lar l'acord amb els ostrogots de la pannònia mitjançant el qual els romans els pagaven un subsidi anual. El 458/459, Valamir va enviar una ambaixada a Constantinoble per tractar aquest tema amb Lleó sense èxit. A més a més d'això, els ambaixadors van veure que vivien els ostrogots tracis, dirigits per Teodoric Estrabó. Això va provocar que inicies les hostilitats aquell mateix any. Hyun Jin Kim suggereix que la derrota de Tuldila (458) també pot haver influenciat en l'inici de la guerra. Se sap que en 459/462, quan va envair la Il·líria va ser derrotat per un exèrcit liderat pel futur emperador d'Occident Antemi (r. 467-472). El conflicte van continuar fins al 461/462, quan el seu nebot Teodoric va ser enviat per a Constantinoble com ostatge i Lleó I va acordar pagar 136 quilos anuals d'or. A mitjans de 460, Valamir va realitzar una campanya, amb suport romà contra els sàrmates sadages, que ocupaven 'interior de la Pannònia. En un moment incert duirant la dècada dels 460's, els estirs van envair el Regne Ostrogot de Pannònia per incitació del rei sueu Hunimund. En aquest conflicte, Valamir va ser abatut del seu cavall i mort pels seus enemics. Seria succeït pel seu germà Teodomir.
Segons els autors de la Prosopografia de l'Imperi Romà Tardà, la invasió estira del Regne Ostrogot de la Pannònia hauria ocorregut cap l'any 465. Herwig Wolfram, d'altra banda, prefereix la data del 468/469, al·legant que la invasió de Dengizich va haver ocorregut una dècada després, cap al 467/468. Segons ell, Valamir estava ocupat subjugant els sadages quan va ser sorprès per la invasió; Hyun Jin Kim creu que la invasió de Dengizich va ser motivada per l'atac als sadages, que havien romàs vassalls dels huns. Thomas S. Burns va més enllà i afirma que Valamir hauria mort en algun moment entorn de 471.